# Dalkarlssjön, Värmland
Dalkarlssjön är en sjö i Filipstads kommun i Värmland och ingår i Göta älvs huvudavrinningsområde. Sjön är 20,5 meter djup, har en yta på 2,93 kvadratkilometer och är belägen 300,2 meter över havet. Sjön avvattnas av vattendraget Dalkarlsälven. Vid provfiske har abborre, gädda och sik fångats i sjön.
Ett monument över 1600-talsbergsmannen Mattes Simonsson, "Suder Mattes", på Sjösta minneskulle vid Dalkarlssjön, sydväst om Lesjöfors restes 1960.

## Delavrinningsområde
Dalkarlssjön ingår i det delavrinningsområde (664803-140674) som SMHI kallar för Utloppet av Dalkarlssjön. Medelhöjden är 325 meter över havet och ytan är 12,45 kvadratkilometer. Det finns inga avrinningsområden uppströms utan avrinningsområdet är högsta punkten. Dalkarlsälven som avvattnar avrinningsområdet har biflödesordning 4, vilket innebär att vattnet flödar genom totalt 4 vattendrag innan det når havet efter 383 kilometer. Avrinningsområdet består mestadels av skog (67 procent). Avrinningsområdet har 2,92 kvadratkilometer vattenytor vilket ger det en sjöprocent på 23,4 procent.